# Gare de Tassin
Gare de Tassin vasútállomás Franciaországban, Tassin-la-Demi-Lune településen.

## Vasútvonalak
Az állomást az alábbi vasútvonalak érintik:
- Lyon-Saint-Paul-Montbrison-vasútvonal
- Paray-le-Monial-Givors-Canal-vasútvonal

## Kapcsolódó állomások
A vasútállomáshoz az alábbi állomások vannak a legközelebb:
- Gare du Méridien (Gare de Sain-Bel)
- Gare d'Écully-la-Demi-Lune (Gare de Lyon-Saint-Paul)
- Gare des Flachères